# Sci-Fi Dine-In Theater Restaurant

Логотип ресторану

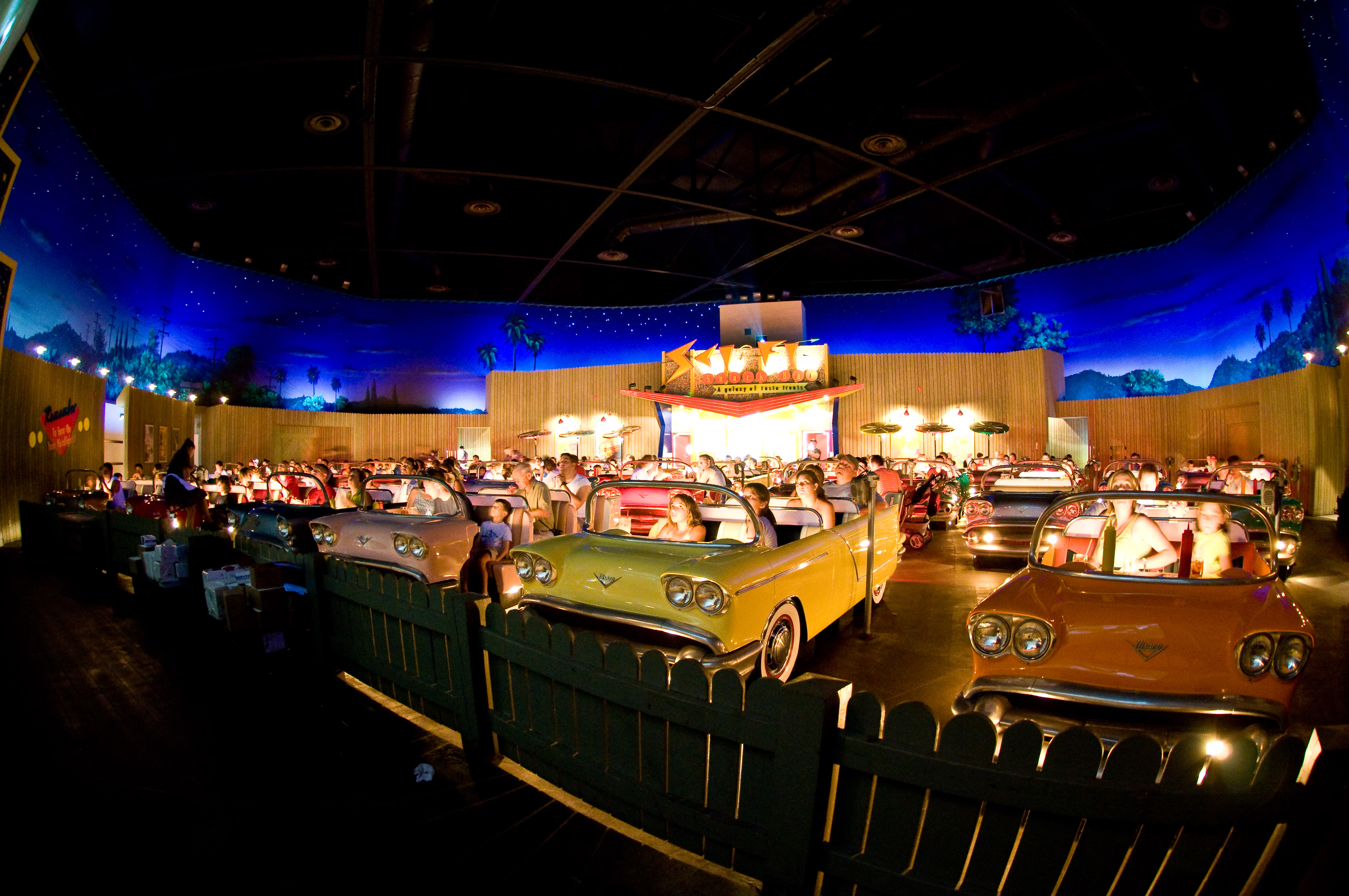
Інтер'єр ресторану

Sci-Fi Dine-In Theater Restaurant — ресторан-кінотеатр, що розташовується в парку Walt Disney у місті Бей-Лейк у Флориді, США. Ресторан оформлений в стилі автомобільного кінотеатру (Drive-In) 50-х років США. Столики в ресторані виконані в стилі старих американських кабріолетів з оригінальними номерними знаками. Під час трапези відвідувачам показують фільми 1940х-50х років.
Ще одна особливість цього ресторану — офіціанти, що розносять їжу на роликах. Персонал ресторану часто розігрує цілі «спектаклі» для того, щоб оживити атмосферу в залі. Наприклад, вони можуть зображати поліцейського, який шукає людей, що не заплатили за квиток. До речі, це досить популярний ресторан, потрапити в який не так вже й просто. Щодня тут обідає 2200 осіб.

## Історія
Ресторан відкритий 20 квітня 1991 року як один з двадцяти нових атракціонів у парку Walt Disney World, щоб відзначити двадцятиріччя комплексу. Протягом п'яти тижнів після відкриття він обслужив 1500-2000 клієнтів щодня. Через рік після відкриття, Sci-Fi Dine-In став найпопулярнішим рестораном в парку, що обслуговував понад 2200 осіб в день в пікові періоди. Починаючи з перших днів свого існування ресторан обладнаний автоматичними точками продажу, з якими можна зв'язатися з мобільних пристроїв. Замовлення транслюються на принтер на кухні.